# Etienne De Jonghe
Etienne De Jonghe is een Belgisch vredesactivist.

## Levensloop
Etienne De Jonghe studeerde politieke wetenschappen en internationale betrekkingen aan de Katholieke Universiteit Leuven en vredes- en conflictstudies aan de Rijksuniversiteit Groningen in Nederland. Hij was gedurende zijn hele loopbaan actief in vredeswerk. In Vlaanderen stond hij mee aan de wieg van de katholieke vredesbeweging Pax Christi Vlaanderen en van 1978 tot 2007 was hij internationaal secretaris-generaal van Pax Christi. De Jonghe was onder meer actief in de dialoog tussen de Rooms-Katholieke Kerk en de Russisch-Orthodoxe Kerk en mensenrechtenwerk en conflictoplossing in Afrika, Azië en Latijns-Amerika.
Na zijn professionele carrière bekleedde hij bestuursfuncties bij het European Network on Religion and Belief, het Internationaal Bureau voor de Vrede, de Europese Raad van Religieuze Leiders en de Vereniging voor Internationale Relaties. Ook was hij onderzoeker aan de Universiteit van Georgetown in de Verenigde Staten.

## Onderscheidingen
- 2007 - Ambassadeur voor de vrede (Pax Christi Vlaanderen)